# ヒュー・パーシー (初代ノーサンバランド公)
初代ノーサンバーランド公爵ヒュー・パーシー（英: Hugh Percy, 1st Duke of Northumberland, KG, PC、1714年 - 1786年6月6日）は、イギリスの貴族、政治家。
スミソン準男爵家の生まれだが、1740年にノーサンバーランド伯爵パーシー家の血を引く第7代サマセット公爵アルジャーノン・シーモアの娘エリザベスと結婚した関係で、岳父サマセット公が新規に叙されたノーサンバーランド伯位を1750年に継承してパーシー姓に改姓した。さらに1766年にはノーサンバーランド公に叙せられた。
2019年現在まで続くノーサンバーランド公パーシー家の祖である。

## 経歴

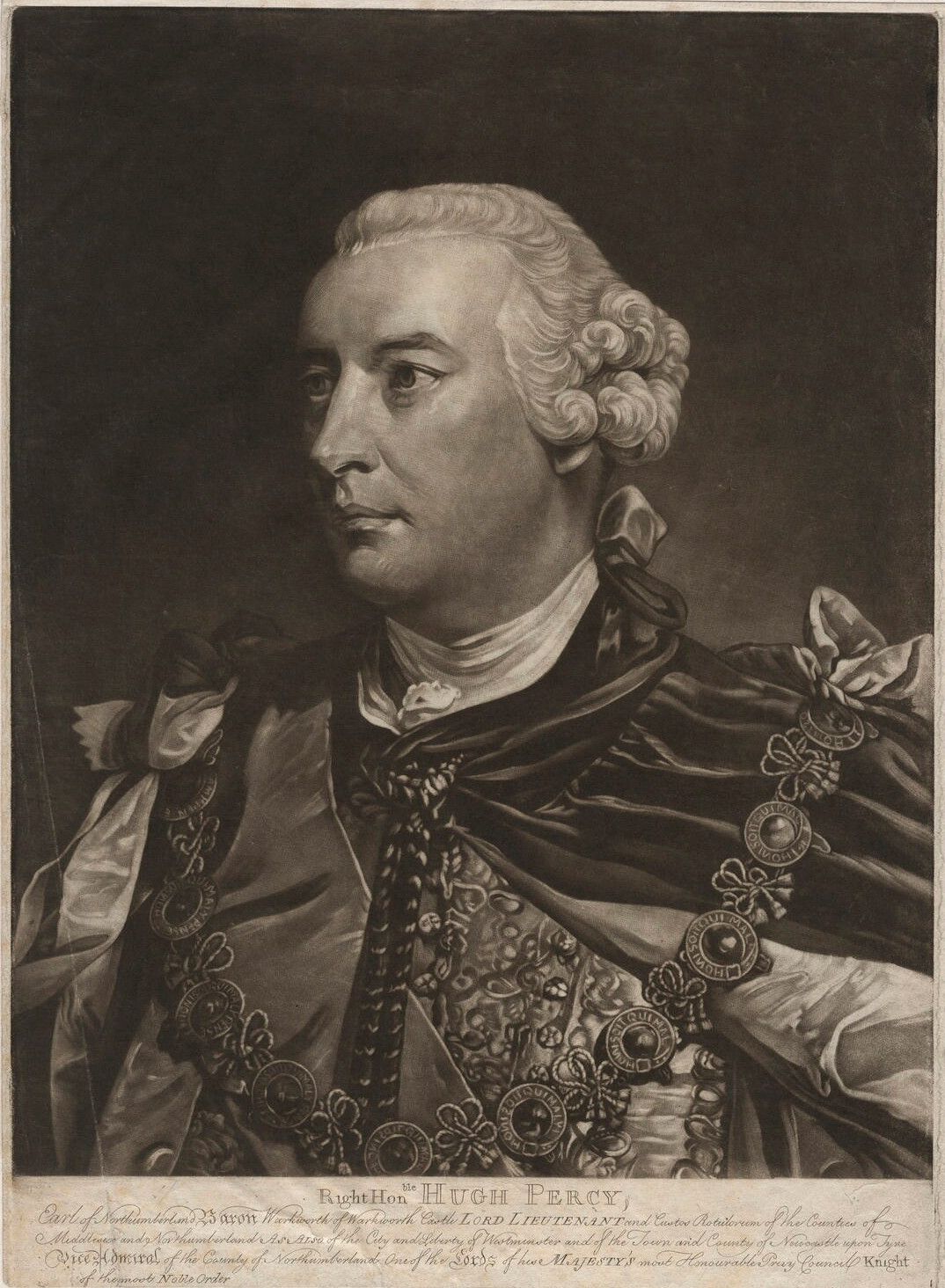
初代ノーサンバランド公ヒュー・パーシー（エドワード・フィッシャー画）

1714年12月ごろにラングデール・スミソン(第3代準男爵ヒュー・スミソンの息子)とその妻フィラデルフィア(旧姓リヴリー)の唯一の息子として誕生。
スミソン家（Smithson）は清教徒革命（イングランド内戦）の際に王党派として行動した功績で王政復古後に準男爵に叙された中規模の地主の家柄である。
オックスフォード大学クライスト・チャーチで学んだ。
1733年3月2日に祖父が死去し、第4代準男爵位を継承した。1738年にはヨークシャー州長官に就任した。
1740年にパーシー男爵アルジャーノン・シーモア（後の第7代サマセット公）の娘エリザベスと結婚した。エリザベスの父アルジャーノンは第6代サマセット公チャールズ・シーモアとその妻エリザベス・パーシーの息子であるが、このエリザベス・パーシーは中世以来の貴族である第11代ノーサンバーランド伯爵ジョスリン・パーシーの娘だった（ノーサンバーランド伯爵家はこのジョスリンを最後の当主として1670年に廃絶している）。
スミソン家は代々カトリックだったが、この結婚に際して彼はプロテスタント（イングランド国教会）に改宗した。これにより議会に入れるようになり、1740年から1750年にかけてミドルセックス選挙区から選出されてトーリー党の庶民院議員を務めた。
1744年に7代サマセット公の息子ジョージが急死。これにより妻エリザベスがサマセット公家の財産の一部を継承する見込みとなった。さらに1749年にサマセット公は母の家系に由来するノーサンバーランド伯位とワークワース男爵位を与えられたが、この2つのグレートブリテン貴族爵位は娘婿ヒューへの特別継承権を認めていた。
これにより翌1750年2月7日のサマセット公の死去に際してヒューは第2代ノーサンバーランド伯位を継承し（サマセット公位は遠縁のエドワード・シーモアが継承）、貴族院議員に転じた。さらに1750年4月12日の議会の法律によりスミソン姓からパーシー姓に改姓した。
1753年から1763年にかけて寝室侍従長を務めた。1753年から死去までノーサンバーランド統監と大英博物館管理人、また1755年から死去までノーサンバーランド副提督を務めた。
1756年にはガーター勲章を受勲し、1762年に枢密顧問官に列した。1762年から1763年にかけてはシャーロット王妃の宮内長官を務めた。また1762年から死去までミドルセックス統監も務めた。1763年から1765年にかけてはアイルランド総督を務めた。
1766年10月22日にグレートブリテン貴族爵位ノーサンバーランド公爵とパーシー伯爵に叙された。
1778年から1780年まで主馬頭を務めた。
1784年6月28日に次男アルジャーノン・パーシーへの特別継承を規定したロヴェイン男爵に叙された。
地主としては優秀な人物であり、領地開拓と鉱山開発を盛んに行い、ノーサンバーランド公パーシー家が国内有数の富豪貴族となる基盤を固めた。
1786年6月6日に死去した。ノーサンバランド公位はエリザベスとの間に生まれた長男のヒューが継承。ロヴェイン男爵位は次男のアルジャーノンが継承した。アルジャーノンは1790年にビバリー伯に叙されている。また、庶子のジェームズ・スミソンは科学者としての道を進み、死後アメリカに遺贈された資金を元にスミソニアン博物館が設立された。

## 栄典

### 爵位/準男爵位
1773年3月2日の祖父ヒュー・スミソンの死により以下の準男爵位を継承した。
- (ヨーク州におけるスタンウィックの)第4代準男爵（英語版） (4th Baronet "of Stanwick in the County of York")
(1660年8月2日の勅許状によるイングランド準男爵位)

1750年2月7日に岳父アルジャーノン・シーモアから以下の爵位を継承した。
- 第2代ノーサンバーランド伯爵 (2nd Earl of Northumberland)
(1749年10月2日の勅許状によるグレートブリテン貴族爵位)
- ノーサンバーランド州におけるワークワース城の第2代ワークワース男爵 (2nd Baron Warkworth, of Warkworth Castle in the County of Northumberland)
(1749年10月2日の勅許状によるグレートブリテン貴族爵位)

1766年10月22日に以下の爵位を新規に与えられる。
- 初代ノーサンバーランド公爵 (1st Duke of Northumberland)
(勅許状によるグレートブリテン貴族爵位)
- 初代パーシー伯爵 (1st Earl Percy)
(勅許状によるグレートブリテン貴族爵位)

1784年1月28日に以下の爵位を新規に与えられる。
- ノーサンバーランド州におけるアニックの初代ロヴェイン男爵（英語版） (1st Baron Lovaine, of Alnwick in the County of Northumberland)
(勅許状によるグレートブリテン貴族爵位。次男アルジャーノン・パーシーに継承させる特別継承規定)

### 勲章
- 1756年、ガーター騎士団(勲章)ナイト(KG)[1][2]

## 家族
1740年7月16日に第7代サマセット公爵アルジャーノン・シーモアの娘エリザベスと結婚。彼女との間に以下の3子を儲けた。
- 長男ヒュー・パーシー (1742-1817) - 第2代ノーサンバーランド公爵位を継承。陸軍軍人。
- 次男アルジャーノン・パーシー (1750-1830) - 2代ロヴェイン男爵位を継承。初代ビバリー伯爵に叙される。政治家。
- 長女エリザベス・パーシー (生没年不詳)

婚姻関係にないエリザベス・ケイトとの間に以下の庶子を儲けた。
- 三男ジェイムズ・スミソン (1765-1829) - 科学者